# سانتا لوزيا (ميناس جيرايس)
سانتا لوزيا، ميناس جيرايس هي بلدية في البرازيل، تتبع ميناس جرايس، بلغ عدد سكانها 202٬942  نسمة، في 2010، تبلغ مساحتها 233٫759 كيلومتر مربع.

## الموقع
تشترك في الحدود مع:
- بيلو هوريزونتي.